# Campeonato Apertura 2017 (Costa Rica)
El Campeonato Apertura 2017 fue la edición 109.° del campeonato de liga de la Primera División del fútbol costarricense.
La principal novedad para la temporada 2017-18 sería el cambio de nomenclatura para ambos torneos, volviendo a utilizar los términos de Apertura y Clausura. Además, en esta competencia dio inicio el equipo de Guadalupe Fútbol Club, el cual reemplazó a Belén.
El club ascendido para este año deportivo fue el Municipal Grecia, ocupando el lugar que dejó el conjunto de San Carlos, pero manteniendo el mismo número de representantes de la provincia de Alajuela.
Para este torneo, el analista José Adrián Martinez, aseguró que la «clasificación a la cuadrangular fue un logro casi tan digno como lograr el campeonato». Dicha aseveración fue acuerpada por el secretario técnico Juan Padilla.

## Sistema de competición
El torneo de la Liga FPD está conformado en dos partes:
- Fase de clasificación: Se integra por las 22 jornadas del torneo.
- Fase cuadrangular: Se integra por los cuatro clubes mejor ubicados.

### Fase de clasificación
En la fase de clasificación se observará el sistema de puntos. La ubicación en la tabla general está sujeta a lo siguiente:
- Por juego ganado se obtendrán tres puntos.
- Por juego empatado se obtendrá un punto.
- Por juego perdido no se otorgan puntos.

En esta fase participan los 12 clubes de la Liga FPD jugando en cada torneo todos contra todos durante las 22 jornadas respectivas, a visita recíproca.
El orden de los clubes al final de la fase de calificación del torneo corresponderá a la suma de los puntos obtenidos por cada uno de ellos y se presentará en forma descendente. Si al finalizar las 22 jornadas del torneo, dos o más clubes estuviesen empatados en puntos, su posición en la tabla general será determinada atendiendo a los siguientes criterios de desempate:
1. Mayor diferencia positiva general de goles. Este resultado se obtiene mediante la sumatoria de los goles anotados a todos los rivales, en cada campeonato menos los goles recibidos de estos.
2. Mayor cantidad de goles a favor, anotados a todos los rivales dentro de la misma competencia.
3. Mejor puntuación particular que hayan conseguido en las confrontaciones particulares entre ellos mismos.
4. Mayor diferencia positiva particular de goles, la cual se obtiene sumando los goles de los equipos empatados y restándole los goles recibidos.
5. Mayor cantidad de goles a favor que hayan conseguido en las confrontaciones entre ellos mismos.
6. Como última alternativa, la UNAFUT realizaría un sorteo para el desempate.

### Fase cuadrangular
Al término de las 22 jornadas en la primera fase, los cuatro mejor ubicados en la tabla disputan la cuadrangular, y el equipo que obtuvo el primer lugar se asegura un puesto en la final de manera automática. Si este vuelve a quedar en la primera posición, se coronará campeón, pero si otro club consigue el liderato, se obligará a una final para disputar el título. En total se desarrollarán 6 fechas de visita recíproca.
El conjunto vencedor del torneo recibirá un cupo para la Liga de Campeones de la Concacaf 2018-19.

## Arbitraje
A continuación se mencionarán los árbitros que estarán presentes en el campeonato:
| - Álvaro Acuña Torres - Ricardo Montero Araya (2011) - Jimmy Torres Taylor - Benjamín Pineda - Henry Bejarano Matarrita (2011) - Juan Gabriel Calderón - Steven Madrigal Fallas - Cristian Rodríguez Rodríguez - Adrián Chinchilla Chaves - Keylor Herrera Villalobos | - Pedro Navarro Torres - Andrey Vega Chinchilla - Josué Ugalde Aguilar - Allen Quirós (2016) - Adrián Elizondo Badilla - Geiner Zúñiga Molina - David Gómez Araya - Isaac Mendoza Cárdenas |

### Uniformes
| Uniforme Arbitral Negro | Uniforme Arbitral Amarillo | Uniforme Arbitral Rosa |

## Trofeo
Desde su implementación en el Verano 2012, el trofeo de campeón cuenta con 32 pulgadas de altura, mientras que su diámetro es de 12. Tiene como características el balón de fútbol en la parte superior y los detalles en el cuerpo, ambos fabricados con oro; estos dos son sostenidos por una barra hecha de plata y su base es escalonada, realizada con el metal dorado. El título de subcampeón mide 30 pulgadas de alto y 9.5 de diámetro, totalmente de plata. Los dos premios son de manufactura italiana. Además, los finalistas reciben las respectivas medallas, de oro para el campeón y de plata para el subcampeón. Estas últimas son importadas de Estados Unidos, tienen medidas de 5 centímetros de diámetro y 3 milímetros de grosor. La inversión de todos estos elementos es de $5.000.
| Trofeo del Campeón | Trofeo del Subcampeón |
| ------------------ | --------------------- |
|                    |                       |

## Equipos por provincia
| Saprissa Herediano Guadalupe Alajuelense Carmelita Grecia UCR Pérez Zeledón Cartaginés Limón Santos Liberia |

| Provincia  | N.º | Equipos                                                                        |
| ---------- | --- | ------------------------------------------------------------------------------ |
| San José   | 4   | Deportivo Saprissa Guadalupe F.C. Pérez Zeledón Universidad de Costa Rica F.C. |
| Alajuela   | 3   | A.D. Carmelita L.D. Alajuelense Municipal Grecia                               |
| Limón      | 2   | Limón F.C. Santos de Guápiles                                                  |
| Heredia    | 1   | C.S. Herediano                                                                 |
| Cartago    | 1   | C.S. Cartaginés                                                                |
| Guanacaste | 1   | Municipal Liberia                                                              |

## Ascenso y descenso
| Pos | a la Liga de Ascenso |
| --- | -------------------- |
| 12º | A.D. San Carlos      |

| Pos | a la Liga FPD    |
| --- | ---------------- |
| 3º  | Municipal Grecia |

## Información de los equipos
| Equipo        | Entrenador                   | Ciudad                  | Estadio           | Capacidad | Fundación       | Patrocinador            | Kit          | Televisora |
| ------------- | ---------------------------- | ----------------------- | ----------------- | --------- | --------------- | ----------------------- | ------------ | ---------- |
| Alajuelense   | Wilmer López                 | Alajuela                | Morera Soto       | 17.895    | 1919 (98 años)  | Claro                   | Puma         |            |
| Carmelita     | Mario Víquez Luis José Herra | Alajuela                | "Coyella" Fonseca | 4.500     | 1948 (69 años)  | Universidad Santa Lucía | Monarca      |            |
| Cartaginés    | Adrián Leandro               | Cartago                 | "Fello" Meza      | 13.500    | 1906 (111 años) | Bancrédito              | Joma         |            |
| Grecia        | Walter Centeno               | Grecia, Alajuela        | Allen Riggioni    | 4.000     | 1998 (19 años)  | Super Rosvil            | Living Sport |            |
| Guadalupe     | Antonio Abasolo              | Goicoechea, San José    | "Coyella" Fonseca | 4.500     | 2017 (0 años)   | Papa John's Pizza       | Pirma        |            |
| Herediano     | Hernán Medford               | Heredia                 | Rosabal Cordero   | 8.721     | 1921 (96 años)  | Kölbi                   | Umbro        |            |
| Liberia       | Víctor Abelenda              | Liberia, Guanacaste     | Edgardo Baltodano | 5.797     | 1977 (40 años)  | Pulmitan de Liberia     | ProSport     |            |
| Limón         | Horacio Esquivel             | Limón                   | Juan Gobán        | 3.000     | 1961 (56 años)  |                         | Living Sport |            |
| Pérez Zeledón | José Giacone                 | Pérez Zeledón, San José | Municipal         | 6.100     | 1991 (26 años)  | Kölbi                   | Textiles JB  |            |
| Santos        | Johnny Chaves                | Guápiles, Limón         | Ebal Rodríguez    | 4.500     | 1961 (56 años)  | Grupo Colono            | Living Sport |            |
| Saprissa      | Carlos Watson                | Tibás, San José         | Ricardo Saprissa  | 23.112    | 1935 (82 años)  | Bimbo                   | Kappa        |            |
| UCR           | José Torres                  | Montes de Oca, San José | Ecológico         | 1.800     | 1941 (76 años)  |                         | Saeta        |            |

- El 2 de junio de 2017, la Universidad de Costa Rica decidió terminar su contrato con el equipo de fútbol de manera definitiva,[3][4] por lo que la franquicia fue renombrada como «Universitarios Fútbol Club» el 19 de junio,[5][6] bajo la administración de empresarios colombianos.[7][8] Sin embargo, el 7 de julio, el Tribunal Contencioso Administrativo de Goicoechea frenó temporalmente la ruptura de la institución con el club, revirtiendo la decisión y de esta manera volviendo a utilizar su nombre original de «UCR Fútbol Club». Por lo tanto, las instalaciones deportivas y colores representativos se mantendrían a pesar de pertenecer a otros directivos.[9][10][11]

### Cambios de entrenadores
| Equipo                         | Entrenador (jornadas)                                                                     |
| ------------------------------ | ----------------------------------------------------------------------------------------- |
| Municipal Liberia              | Víctor Abelenda* (1) Vinicio Alvarado (2-19) Danilo Campos* (20) Víctor Abelenda* (21-22) |
| L.D. Alajuelense               | Benito Floro (1-5) Wilmer López (6-22)                                                    |
| Guadalupe F.C.                 | Luis Fernando Fallas (1-7) Antonio Abasolo* (8-22)                                        |
| Universidad de Costa Rica F.C. | Marco Arias (1-8) Abel Lobatón* y Freddy Carrillo* (9-11) José Torres (12-22)             |
| A.D. Carmelita                 | Guilherme Farinha (1-11) Mario Víquez* y Luis José Herra* (12-22)                         |
| C.S. Cartaginés                | Javier Delgado (1-19) Adrián Leandro* (20-22)                                             |

(*) Entrenador interino.

## Estadios
| | |                                                                                      |
| | |                                                                                      |
| Estadio Ricardo Saprissa Ciudad: Tibás, San José Capacidad: 23.112 Club: Deportivo Saprissa           | Estadio Morera Soto Ciudad: Alajuela Capacidad: 17.895 Club: Alajuelense                           | Estadio "Fello" Meza Ciudad: Cartago Capacidad: 13.500 Club: Cartaginés              |
| | |                                                                                      |
| Estadio Rosabal Cordero Ciudad: Heredia Capacidad: 8.721 Club: Herediano                              | Estadio Municipal Ciudad: Pérez Zeledón, San José Capacidad: 6.100 Club: Pérez Zeledón             | Estadio Edgardo Baltodano Ciudad: Liberia, Guanacaste Capacidad: 5.797 Club: Liberia |
| | |                                                                                      |
| Estadio "Coyella" Fonseca Ciudad: Goicoechea, San José Capacidad: 4.500 Clubes: Guadalupe y Carmelita | Estadio Ebal Rodríguez Ciudad: Guápiles, Limón Capacidad: 4.500 Club: Santos de Guápiles           | Estadio Allen Riggioni Ciudad: Grecia, Alajuela Capacidad: 4.000 Club: Grecia        |
| | |                                                                                      |
| Estadio Juan Gobán Ciudad: Limón Capacidad: 3.000 Club: Limón                                         | Estadio Ecológico Ciudad: Montes de Oca, San José Capacidad: 1.800 Club: Universidad de Costa Rica |                                                                                      |

## Fase de clasificación

### Tabla de posiciones
|     | Equipos                        |  | PJ | PG | PE | PP | GF | GC | Dif. | Pts. |
| --- | ------------------------------ |  | -- | -- | -- | -- | -- | -- | ---- | ---- |
| 1.  | C.S. Herediano                 |  | 22 | 16 | 6  | 0  | 41 | 12 | +29  | 54   |
| 2.  | Deportivo Saprissa             |  | 22 | 13 | 4  | 5  | 50 | 27 | +23  | 43   |
| 3.  | Santos de Guápiles             |  | 22 | 11 | 7  | 4  | 46 | 28 | +18  | 40   |
| 4.  | Pérez Zeledón                  |  | 22 | 10 | 6  | 6  | 43 | 33 | +10  | 36   |
| 5.  | L.D. Alajuelense               |  | 22 | 8  | 7  | 7  | 38 | 31 | +7   | 31   |
| 6.  | Municipal Grecia               |  | 22 | 8  | 7  | 7  | 31 | 37 | -6   | 31   |
| 7.  | Limón F.C.                     |  | 22 | 7  | 9  | 6  | 35 | 36 | -1   | 30   |
| 8.  | C.S. Cartaginés                |  | 22 | 4  | 11 | 7  | 27 | 38 | -11  | 23   |
| 9.  | Universidad de Costa Rica F.C. |  | 22 | 4  | 8  | 10 | 16 | 28 | -12  | 20   |
| 10. | A.D. Carmelita                 |  | 22 | 4  | 6  | 12 | 29 | 38 | -9   | 18   |
| 11. | Guadalupe F.C.                 |  | 22 | 3  | 7  | 12 | 22 | 36 | -14  | 16   |
| 12. | Municipal Liberia              |  | 22 | 4  | 2  | 16 | 23 | 56 | -33  | 14   |

| Simbología |
| --- |
| Pos – Posición; PJ – Partidos Jugados; PG - Partidos Ganados; PE - Partidos Empatados; PP - Partidos Perdidos; GF – Goles a Favor; GC – Goles en Contra; DIF – Diferencia de Goles; PTS - Puntos. |

|  | Líder, clasifica a la final y a la cuadrangular (1º Lugar). |
|  | Clasifican a la cuadrangular (2º a 4º Lugar).               |
|  | Último lugar.                                               |

### Evolución de la clasificación
| Equipo / Jornada                      | 01 | 02 | 03 | 04 | 05 | 06 | 07 | 08 | 09 | 10 | 11 | 12 | 13 | 14 | 15 | 16 | 17 | 18 | 19 | 20 | 21 | 22 |
| ------------------------------------- | -- | -- | -- | -- | -- | -- | -- | -- | -- | -- | -- | -- | -- | -- | -- | -- | -- | -- | -- | -- | -- | -- |
| Herediano                             | 7  | 4  | 1  | 1  | 1  | 1  | 1  | 1  | 1  | 2  | 1  | 1  | 1  | 1  | 1  | 1  | 1  | 1  | 1  | 1  | 1  | 1  |
| Saprissa                              | 3  | 1  | 2  | 4  | 2  | 2  | 2  | 2  | 2  | 1  | 2  | 2  | 2  | 2  | 2  | 2  | 2  | 2  | 2  | 2  | 2  | 2  |
| Santos                                | 1  | 2  | 4  | 5  | 3  | 7  | 7  | 7  | 6  | 7  | 6  | 7  | 6  | 4  | 4  | 4  | 4  | 4  | 4  | 3  | 3  | 3  |
| Pérez Zeledón                         | 12 | 12 | 11 | 9  | 5  | 4  | 3  | 3  | 4  | 5  | 7  | 4  | 3  | 3  | 3  | 3  | 3  | 3  | 3  | 4  | 4  | 4  |
| Alajuelense                           | 2  | 3  | 5  | 7  | 7  | 6  | 5  | 4  | 3  | 3  | 3  | 3  | 4  | 5  | 6  | 7  | 7  | 7  | 6  | 7  | 7  | 5  |
| Grecia                                | 11 | 7  | 6  | 2  | 4  | 3  | 6  | 6  | 5  | 6  | 4  | 5  | 7  | 7  | 5  | 6  | 6  | 6  | 5  | 5  | 6  | 6  |
| Limón                                 | 4  | 6  | 7  | 3  | 6  | 5  | 4  | 5  | 7  | 4  | 5  | 6  | 5  | 6  | 7  | 5  | 5  | 5  | 7  | 6  | 5  | 7  |
| Cartaginés                            | 5  | 8  | 8  | 10 | 10 | 11 | 9  | 8  | 8  | 8  | 8  | 8  | 8  | 9  | 9  | 10 | 10 | 10 | 9  | 9  | 8  | 8  |
| UCR                                   | 6  | 5  | 3  | 6  | 8  | 9  | 10 | 11 | 11 | 11 | 9  | 10 | 9  | 8  | 8  | 8  | 8  | 8  | 8  | 8  | 9  | 9  |
| Carmelita                             | 10 | 10 | 12 | 12 | 12 | 12 | 11 | 10 | 9  | 9  | 11 | 11 | 11 | 11 | 10 | 9  | 9  | 9  | 10 | 10 | 10 | 10 |
| Guadalupe                             | 8  | 9  | 10 | 11 | 11 | 10 | 12 | 12 | 12 | 12 | 12 | 12 | 12 | 12 | 12 | 11 | 12 | 11 | 11 | 11 | 11 | 11 |
| Liberia                               | 9  | 11 | 9  | 8  | 9  | 8  | 8  | 9  | 10 | 10 | 10 | 9  | 10 | 10 | 11 | 12 | 11 | 12 | 12 | 12 | 12 | 12 |
| Última actualización: 22 de noviembre |    |    |    |    |    |    |    |    |    |    |    |    |    |    |    |    |    |    |    |    |    |    |

### Resumen de resultados
| Local / Visita                        | ADC   | GRE   | GFC   | UCR   | CSC   | CSH   | SAP   | LDA   | LFC   | MPZ   | LIB   | SAN   |
| ------------------------------------- | ----- | ----- | ----- | ----- | ----- | ----- | ----- | ----- | ----- | ----- | ----- | ----- |
| A.D. Carmelita                        |       | 0 - 1 | 3 - 1 | 1 - 2 | 1 - 1 | 0 - 1 | 0 - 2 | 1 - 1 | 0 - 1 | 2 - 1 | 1 - 4 | 1 - 1 |
| Municipal Grecia                      | 1 - 1 |       | 1 - 1 | 1 - 0 | 0 - 0 | 0 - 1 | 1 - 1 | 0 - 3 | 3 - 3 | 0 - 3 | 4 - 0 | 2 - 1 |
| Guadalupe F.C.                        | 1 - 1 | 0 - 3 |       | 1 - 1 | 2 - 3 | 1 - 2 | 1 - 2 | 1 - 1 | 1 - 3 | 1 - 2 | 4 - 0 | 0 - 4 |
| Universidad de Costa Rica F.C.        | 1 - 0 | 1 - 2 | 2 - 1 |       | 0 - 0 | 0 - 0 | 1 - 1 | 0 - 1 | 1 - 1 | 0 - 1 | 0 - 0 | 0 - 2 |
| C.S. Cartaginés                       | 2 - 6 | 2 - 2 | 0 - 0 | 1 - 1 |       | 0 - 1 | 3 - 4 | 2 - 2 | 0 - 0 | 2 - 0 | 1 - 0 | 0 - 0 |
| C.S. Herediano                        | 2 - 0 | 2 - 1 | 0 - 0 | 5 - 0 | 3 - 0 |       | 1 - 1 | 3 - 2 | 2 - 0 | 2 - 1 | 4 - 1 | 2 - 2 |
| Deportivo Saprissa                    | 4 - 2 | 6 - 1 | 1 - 0 | 1 - 0 | 3 - 0 | 1 - 1 |       | 2 - 0 | 5 - 2 | 1 - 2 | 4 - 0 | 1 - 2 |
| L.D. Alajuelense                      | 1 - 3 | 3 - 0 | 0 - 1 | 2 - 1 | 3 - 3 | 0 - 1 | 2 - 0 |       | 3 - 2 | 3 - 3 | 3 - 0 | 2 - 2 |
| Limón F.C.                            | 2 - 2 | 1 - 2 | 2 - 1 | 2 - 1 | 3 - 1 | 1 - 1 | 3 - 1 | 1 - 1 |       | 2 - 2 | 2 - 1 | 1 - 1 |
| Pérez Zeledón                         | 3 - 1 | 2 - 2 | 1 - 1 | 3 - 1 | 3 - 3 | 0 - 1 | 1 - 2 | 3 - 2 | 2 - 0 |       | 4 - 0 | 4 - 1 |
| Municipal Liberia                     | 2 - 1 | 1 - 4 | 4 - 1 | 2 - 3 | 0 - 3 | 0 - 2 | 1 - 5 | 0 - 2 | 3 - 1 | 2 - 2 |       | 0 - 2 |
| Santos de Guápiles                    | 3 - 2 | 5 - 0 | 0 - 2 | 0 - 0 | 4 - 0 | 1 - 4 | 3 - 2 | 2 - 1 | 2 - 2 | 4 - 0 | 4 - 2 |       |
| Última actualización: 22 de noviembre |       |       |       |       |       |       |       |       |       |       |       |       |

|  | Victoria del conjunto local     |
|  | Empate                          |
|  | Victoria del conjunto visitante |

### Jornadas
- Los horarios son correspondientes al tiempo de Costa Rica (UTC-6).
- El calendario de los partidos se dio a conocer el 20 de junio de 2017.[28]

#### Primera vuelta
| Universidad de Costa Rica F.C. | 0 - 0 | C.S. Cartaginés   | Nacional        | 29 de julio | 16:00 |  |
| C.S. Herediano                 | 0 - 0 | Guadalupe F.C.    | Rosabal Cordero | 29 de julio | 20:00 |  |
| Municipal Grecia               | 0 - 3 | L.D. Alajuelense  | Nacional        | 30 de julio | 11:00 |  |
| Deportivo Saprissa             | 4 - 2 | A.D. Carmelita    | "Fello" Meza    | 30 de julio | 11:00 |  |
| Limón F.C.                     | 2 - 1 | Municipal Liberia | Juan Gobán      | 30 de julio | 15:00 |  |
| Santos de Guápiles             | 4 - 0 | Pérez Zeledón     | Ebal Rodríguez  | 30 de julio | 15:30 |  |
| Total de goles: 16             |       |                   |                 |             |       |  |

| A.D. Carmelita     | 1 - 2 | Universidad de Costa Rica F.C. | "Coyella" Fonseca | 5 de agosto | 14:00 |  |
| Municipal Liberia  | 0 - 2 | C.S. Herediano                 | Edgardo Baltodano | 5 de agosto | 20:00 |  |
| Pérez Zeledón      | 1 - 2 | Deportivo Saprissa             | Municipal         | 6 de agosto | 11:00 |  |
| L.D. Alajuelense   | 2 - 2 | Santos de Guápiles             | Morera Soto       | 6 de agosto | 11:30 |  |
| Guadalupe F.C.     | 0 - 3 | Municipal Grecia               | "Coyella" Fonseca | 6 de agosto | 14:00 |  |
| C.S. Cartaginés    | 0 - 0 | Limón F.C.                     | "Fello" Meza      | 6 de agosto | 16:00 |  |
| Total de goles: 15 |       |                                |                   |             |       |  |

| Universidad de Costa Rica F.C. | 0 - 0 | Municipal Liberia | "Cuty" Monge      | 9 de agosto  | 15:00 |  |
| Pérez Zeledón                  | 2 - 2 | Municipal Grecia  | Municipal         | 9 de agosto  | 20:00 |  |
| C.S. Herediano                 | 2 - 0 | Limón F.C.        | Rosabal Cordero   | 9 de agosto  | 20:30 |  |
| Deportivo Saprissa             | 3 - 0 | C.S. Cartaginés   | Ricardo Saprissa  | 23 de agosto | 20:00 |  |
| Santos de Guápiles             | 0 - 2 | Guadalupe F.C.    | Ebal Rodríguez    | 30 de agosto | 20:00 |  |
| A.D. Carmelita                 | 1 - 1 | L.D. Alajuelense  | "Coyella" Fonseca | 30 de agosto | 20:00 |  |
| Total de goles: 13             |       |                   |                   |              |       |  |

| Municipal Liberia              | 4 - 1 | Guadalupe F.C.     | Edgardo Baltodano | 12 de agosto | 19:00 |  |
| L.D. Alajuelense               | 0 - 1 | C.S. Herediano     | Morera Soto       | 13 de agosto | 11:00 |  |
| C.S. Cartaginés                | 0 - 0 | Santos de Guápiles | "Fello" Meza      | 13 de agosto | 11:00 |  |
| Pérez Zeledón                  | 3 - 1 | A.D. Carmelita     | Municipal         | 13 de agosto | 11:00 |  |
| Limón F.C.                     | 3 - 1 | Deportivo Saprissa | Juan Gobán        | 13 de agosto | 13:30 |  |
| Universidad de Costa Rica F.C. | 1 - 2 | Municipal Grecia   | "Cuty" Monge      | 13 de agosto | 15:00 |  |
| Total de goles: 17             |       |                    |                   |              |       |  |

| Santos de Guápiles | 4 - 2 | Municipal Liberia              | Ebal Rodríguez    | 19 de agosto | 19:00 |  |
| A.D. Carmelita     | 1 - 1 | C.S. Cartaginés                | "Coyella" Fonseca | 19 de agosto | 19:00 |  |
| C.S. Herediano     | 2 - 1 | Municipal Grecia               | Rosabal Cordero   | 19 de agosto | 20:00 |  |
| Pérez Zeledón      | 2 - 0 | Limón F.C.                     | Municipal         | 20 de agosto | 11:00 |  |
| Deportivo Saprissa | 1 - 0 | Universidad de Costa Rica F.C. | "Fello" Meza      | 20 de agosto | 11:00 |  |
| Guadalupe F.C.     | 1 - 1 | L.D. Alajuelense               | "Coyella" Fonseca | 20 de agosto | 17:00 |  |
| Total de goles: 16 |       |                                |                   |              |       |  |

| L.D. Alajuelense   | 2 - 0 | Deportivo Saprissa             | Morera Soto       | 27 de agosto | 11:00 |  |
| Municipal Liberia  | 2 - 1 | A.D. Carmelita                 | Edgardo Baltodano | 27 de agosto | 15:00 |  |
| Guadalupe F.C.     | 1 - 2 | Pérez Zeledón                  | "Coyella" Fonseca | 27 de agosto | 15:00 |  |
| Limón F.C.         | 2 - 1 | Universidad de Costa Rica F.C. | Juan Gobán        | 27 de agosto | 15:00 |  |
| Municipal Grecia   | 2 - 1 | Santos de Guápiles             | Allen Riggioni    | 27 de agosto | 15:00 |  |
| C.S. Cartaginés    | 0 - 1 | C.S. Herediano                 | "Fello" Meza      | 27 de agosto | 16:00 |  |
| Total de goles: 15 |       |                                |                   |              |       |  |

| A.D. Carmelita                 | 3 - 1 | Guadalupe F.C.    | "Fello" Meza     | 2 de septiembre | 14:00 |  |
| L.D. Alajuelense               | 3 - 3 | Pérez Zeledón     | Morera Soto      | 2 de septiembre | 19:00 |  |
| Santos de Guápiles             | 2 - 2 | Limón F.C.        | Ebal Rodríguez   | 2 de septiembre | 19:00 |  |
| Deportivo Saprissa             | 6 - 1 | Municipal Grecia  | Ricardo Saprissa | 3 de septiembre | 11:00 |  |
| Universidad de Costa Rica F.C. | 0 - 0 | C.S. Herediano    | "Cuty" Monge     | 3 de septiembre | 13:00 |  |
| C.S. Cartaginés                | 1 - 0 | Municipal Liberia | "Fello" Meza     | 3 de septiembre | 16:00 |  |
| Total de goles: 21             |       |                   |                  |                 |       |  |

| A.D. Carmelita     | 1 - 1 | Santos de Guápiles             | "Coyella" Fonseca | 9 de septiembre  | 14:00 |  |
| C.S. Herediano     | 1 - 1 | Deportivo Saprissa             | Rosabal Cordero   | 9 de septiembre  | 20:00 |  |
| Pérez Zeledón      | 3 - 1 | Universidad de Costa Rica F.C. | Municipal         | 10 de septiembre | 11:00 |  |
| Municipal Grecia   | 3 - 3 | Limón F.C.                     | Allen Riggioni    | 10 de septiembre | 11:00 |  |
| Guadalupe F.C.     | 2 - 3 | C.S. Cartaginés                | "Coyella" Fonseca | 10 de septiembre | 15:00 |  |
| Municipal Liberia  | 0 - 2 | L.D. Alajuelense               | Edgardo Baltodano | 10 de septiembre | 16:30 |  |
| Total de goles: 21 |       |                                |                   |                  |       |  |

| C.S. Herediano                 | 2 - 1 | Pérez Zeledón      | Rosabal Cordero   | 16 de septiembre | 20:00 |  |
| Deportivo Saprissa             | 1 - 0 | Guadalupe F.C.     | Ricardo Saprissa  | 17 de septiembre | 11:00 |  |
| Municipal Liberia              | 1 - 4 | Municipal Grecia   | Edgardo Baltodano | 17 de septiembre | 11:00 |  |
| Universidad de Costa Rica F.C. | 0 - 2 | Santos de Guápiles | Ecológico         | 17 de septiembre | 13:00 |  |
| Limón F.C.                     | 2 - 2 | A.D. Carmelita     | Juan Gobán        | 17 de septiembre | 15:00 |  |
| C.S. Cartaginés                | 2 - 2 | L.D. Alajuelense   | Nacional          | 17 de septiembre | 16:00 |  |
| Total de goles: 19             |       |                    |                   |                  |       |  |

| Guadalupe F.C.     | 1 - 3 | Limón F.C.                     | "Coyella" Fonseca | 20 de septiembre | 15:00 |  |
| L.D. Alajuelense   | 2 - 1 | Universidad de Costa Rica F.C. | Morera Soto       | 20 de septiembre | 20:00 |  |
| Pérez Zeledón      | 3 - 3 | C.S. Cartaginés                | Municipal         | 20 de septiembre | 20:00 |  |
| Deportivo Saprissa | 4 - 0 | Municipal Liberia              | Ricardo Saprissa  | 20 de septiembre | 20:00 |  |
| A.D. Carmelita     | 0 - 1 | Municipal Grecia               | "Coyella" Fonseca | 27 de septiembre | 15:00 |  |
| Santos de Guápiles | 1 - 4 | C.S. Herediano                 | Ebal Rodríguez    | 27 de septiembre | 20:00 |  |
| Total de goles: 23 |       |                                |                   |                  |       |  |

| C.S. Herediano                 | 2 - 0 | A.D. Carmelita     | Rosabal Cordero   | 23 de septiembre | 20:00 |  |
| Santos de Guápiles             | 3 - 2 | Deportivo Saprissa | Ebal Rodríguez    | 24 de septiembre | 11:00 |  |
| Municipal Grecia               | 0 - 0 | C.S. Cartaginés    | Allen Riggioni    | 24 de septiembre | 11:00 |  |
| Universidad de Costa Rica F.C. | 2 - 1 | Guadalupe F.C.     | Ecológico         | 24 de septiembre | 11:00 |  |
| Limón F.C.                     | 1 - 1 | L.D. Alajuelense   | Juan Gobán        | 24 de septiembre | 13:30 |  |
| Municipal Liberia              | 2 - 2 | Pérez Zeledón      | Edgardo Baltodano | 24 de septiembre | 14:30 |  |
| Total de goles: 16             |       |                    |                   |                  |       |  |

#### Segunda vuelta
| L.D. Alajuelense   | 3 - 0 | Municipal Grecia               | Morera Soto       | 1 de octubre | 11:00 |  |
| C.S. Cartaginés    | 1 - 1 | Universidad de Costa Rica F.C. | "Fello" Meza      | 1 de octubre | 11:00 |  |
| Pérez Zeledón      | 4 - 1 | Santos de Guápiles             | Municipal         | 1 de octubre | 11:00 |  |
| Municipal Liberia  | 3 - 1 | Limón F.C.                     | Edgardo Baltodano | 1 de octubre | 14:00 |  |
| Guadalupe F.C.     | 1 - 2 | C.S. Herediano                 | "Coyella" Fonseca | 1 de octubre | 15:00 |  |
| A.D. Carmelita     | 0 - 2 | Deportivo Saprissa             | Morera Soto       | 2 de octubre | 19:00 |  |
| Total de goles: 19 |       |                                |                   |              |       |  |

| Universidad de Costa Rica F.C. | 1 - 0 | A.D. Carmelita    | "Cuty" Monge     | 9 de octubre  | 12:00 |  |
| Limón F.C.                     | 3 - 1 | C.S. Cartaginés   | Juan Gobán       | 11 de octubre | 15:00 |  |
| Municipal Grecia               | 1 - 1 | Guadalupe F.C.    | Allen Riggioni   | 11 de octubre | 15:00 |  |
| Deportivo Saprissa             | 1 - 2 | Pérez Zeledón     | Ricardo Saprissa | 11 de octubre | 20:00 |  |
| C.S. Herediano                 | 4 - 1 | Municipal Liberia | Rosabal Cordero  | 11 de octubre | 20:00 |  |
| Santos de Guápiles             | 2 - 1 | L.D. Alajuelense  | Ebal Rodríguez   | 11 de octubre | 20:00 |  |
| Total de goles: 18             |       |                   |                  |               |       |  |

| L.D. Alajuelense   | 1 - 3 | A.D. Carmelita                 | Morera Soto       | 14 de octubre | 19:00 |  |
| Municipal Grecia   | 0 - 3 | Pérez Zeledón                  | Allen Riggioni    | 15 de octubre | 11:00 |  |
| C.S. Cartaginés    | 3 - 4 | Deportivo Saprissa             | "Fello" Meza      | 15 de octubre | 11:00 |  |
| Guadalupe F.C.     | 0 - 4 | Santos de Guápiles             | "Coyella" Fonseca | 15 de octubre | 13:00 |  |
| Limón F.C.         | 1 - 1 | C.S. Herediano                 | Juan Gobán        | 15 de octubre | 13:30 |  |
| Municipal Liberia  | 2 - 3 | Universidad de Costa Rica F.C. | Edgardo Baltodano | 15 de octubre | 14:00 |  |
| Total de goles: 25 |       |                                |                   |               |       |  |

| C.S. Herediano     | 3 - 2 | L.D. Alajuelense               | Rosabal Cordero   | 21 de octubre  | 20:00 |  |
| Municipal Grecia   | 1 - 0 | Universidad de Costa Rica F.C. | Allen Riggioni    | 22 de octubre  | 11:00 |  |
| Deportivo Saprissa | 5 - 2 | Limón F.C.                     | Ricardo Saprissa  | 22 de octubre  | 11:00 |  |
| Guadalupe F.C.     | 4 - 0 | Municipal Liberia              | "Coyella" Fonseca | 22 de octubre  | 13:00 |  |
| A.D. Carmelita     | 2 - 1 | Pérez Zeledón                  | Morera Soto       | 22 de octubre  | 14:00 |  |
| Santos de Guápiles | 4 - 0 | C.S. Cartaginés                | Ebal Rodríguez    | 8 de noviembre | 20:00 |  |
| Total de goles: 24 |       |                                |                   |                |       |  |

| L.D. Alajuelense               | 0 - 1 | Guadalupe F.C.     | Morera Soto       | 24 de octubre   | 20:00 |  |
| Universidad de Costa Rica F.C. | 1 - 1 | Deportivo Saprissa | "Cuty" Monge      | 25 de octubre   | 14:30 |  |
| Limón F.C.                     | 2 - 2 | Pérez Zeledón      | Juan Gobán        | 25 de octubre   | 15:00 |  |
| Municipal Grecia               | 0 - 1 | C.S. Herediano     | Allen Riggioni    | 25 de octubre   | 15:00 |  |
| C.S. Cartaginés                | 2 - 6 | A.D. Carmelita     | "Fello" Meza      | 25 de octubre   | 20:00 |  |
| Municipal Liberia              | 0 - 2 | Santos de Guápiles | Edgardo Baltodano | 15 de noviembre | 20:00 |  |
| Total de goles:18              |       |                    |                   |                 |       |  |

| A.D. Carmelita                 | 1 - 4 | Municipal Liberia | "Coyella" Fonseca | 28 de octubre | 14:00 |  |
| Universidad de Costa Rica F.C. | 1 - 1 | Limón F.C.        | "Cuty" Monge      | 28 de octubre | 14:30 |  |
| C.S. Herediano                 | 3 - 0 | C.S. Cartaginés   | Rosabal Cordero   | 28 de octubre | 20:00 |  |
| Deportivo Saprissa             | 2 - 0 | L.D. Alajuelense  | Ricardo Saprissa  | 29 de octubre | 11:00 |  |
| Pérez Zeledón                  | 1 - 1 | Guadalupe F.C.    | Municipal         | 29 de octubre | 11:00 |  |
| Santos de Guápiles             | 5 - 0 | Municipal Grecia  | Ebal Rodríguez    | 29 de octubre | 14:00 |  |
| Total de goles: 19             |       |                   |                   |               |       |  |

| Limón F.C.         | 1 - 1 | Santos de Guápiles             | Juan Gobán        | 1 de noviembre | 15:00 |  |
| Guadalupe F.C.     | 1 - 1 | A.D. Carmelita                 | "Coyella" Fonseca | 1 de noviembre | 15:00 |  |
| C.S. Herediano     | 5 - 0 | Universidad de Costa Rica F.C. | Rosabal Cordero   | 1 de noviembre | 20:00 |  |
| Pérez Zeledón      | 3 - 2 | L.D. Alajuelense               | Municipal         | 1 de noviembre | 20:00 |  |
| Municipal Liberia  | 0 - 3 | C.S. Cartaginés                | Edgardo Baltodano | 1 de noviembre | 20:00 |  |
| Municipal Grecia   | 1 - 1 | Deportivo Saprissa             | Morera Soto       | 2 de noviembre | 20:00 |  |
| Total de goles: 19 |       |                                |                   |                |       |  |

| Universidad de Costa Rica F.C. | 0 - 1 | Pérez Zeledón     | "Cuty" Monge     | 4 de noviembre | 14:30 |  |
| Deportivo Saprissa             | 1 - 1 | C.S. Herediano    | Ricardo Saprissa | 5 de noviembre | 11:00 |  |
| Limón F.C.                     | 1 - 2 | Municipal Grecia  | Juan Gobán       | 5 de noviembre | 13:30 |  |
| Santos de Guápiles             | 3 - 2 | A.D. Carmelita    | Ebal Rodríguez   | 5 de noviembre | 14:00 |  |
| C.S. Cartaginés                | 0 - 0 | Guadalupe F.C.    | "Fello" Meza     | 5 de noviembre | 16:00 |  |
| L.D. Alajuelense               | 3 - 0 | Municipal Liberia | Morera Soto      | 5 de noviembre | 16:30 |  |
| Total de goles: 14             |       |                   |                  |                |       |  |

| L.D. Alajuelense   | 3 - 3 | C.S. Cartaginés                | Morera Soto       | 11 de noviembre | 19:00 |  |
| Pérez Zeledón      | 0 - 1 | C.S. Herediano                 | Municipal         | 12 de noviembre | 11:00 |  |
| Municipal Grecia   | 4 - 0 | Municipal Liberia              | Allen Riggioni    | 12 de noviembre | 11:00 |  |
| Santos de Guápiles | 0 - 0 | Universidad de Costa Rica F.C. | Ebal Rodríguez    | 12 de noviembre | 14:00 |  |
| Guadalupe F.C.     | 1 - 2 | Deportivo Saprissa             | "Coyella" Fonseca | 12 de noviembre | 15:00 |  |
| A.D. Carmelita     | 0 - 1 | Limón F.C.                     | Morera Soto       | 13 de noviembre | 19:00 |  |
| Total de goles: 15 |       |                                |                   |                 |       |  |

| Universidad de Costa Rica F.C. | 0 - 1 | L.D. Alajuelense   | "Cuty" Monge      | 18 de noviembre | 14:30 |  |
| C.S. Herediano                 | 2 - 2 | Santos de Guápiles | Rosabal Cordero   | 18 de noviembre | 20:00 |  |
| Municipal Grecia               | 1 - 1 | A.D. Carmelita     | Allen Riggioni    | 19 de noviembre | 11:00 |  |
| C.S. Cartaginés                | 2 - 0 | Pérez Zeledón      | "Fello" Meza      | 19 de noviembre | 11:00 |  |
| Limón F.C.                     | 2 - 1 | Guadalupe F.C.     | Juan Gobán        | 19 de noviembre | 13:30 |  |
| Municipal Liberia              | 1 - 5 | Deportivo Saprissa | Edgardo Baltodano | 19 de noviembre | 16:00 |  |
| Total de goles: 18             |       |                    |                   |                 |       |  |

| A.D. Carmelita     | 0 - 1 | C.S. Herediano                 | Morera Soto       | 21 de noviembre | 19:00 |  |
| Guadalupe F.C.     | 1 - 1 | Universidad de Costa Rica F.C. | "Coyella" Fonseca | 22 de noviembre | 15:00 |  |
| C.S. Cartaginés    | 2 - 2 | Municipal Grecia               | "Fello" Meza      | 22 de noviembre | 20:00 |  |
| Deportivo Saprissa | 1 - 2 | Santos de Guápiles             | Ricardo Saprissa  | 22 de noviembre | 20:00 |  |
| L.D. Alajuelense   | 3 - 2 | Limón F.C.                     | Morera Soto       | 22 de noviembre | 20:00 |  |
| Pérez Zeledón      | 4 - 0 | Municipal Liberia              | Municipal         | 22 de noviembre | 20:00 |  |
| Total de goles: 19 |       |                                |                   |                 |       |  |

## Fase cuadrangular

### Tabla de posiciones
|    | Equipos            |  | PJ | PG | PE | PP | GF | GC | Dif. | Pts. |
| -- | ------------------ |  | -- | -- | -- | -- | -- | -- | ---- | ---- |
| 1. | Pérez Zeledón      |  | 6  | 4  | 1  | 1  | 9  | 6  | +3   | 13   |
| 2. | Deportivo Saprissa |  | 6  | 3  | 1  | 2  | 7  | 6  | +1   | 10   |
| 3. | C.S. Herediano     |  | 6  | 2  | 0  | 4  | 5  | 5  | 0    | 6    |
| 4. | Santos de Guápiles |  | 6  | 1  | 2  | 3  | 3  | 7  | -4   | 5    |

| Simbología |
| --- |
| Pos – Posición; PJ – Partidos Jugados; PG - Partidos Ganados; PE - Partidos Empatados; PP - Partidos Perdidos; GF – Goles a Favor; GC – Goles en Contra; DIF – Diferencia de Goles; PTS - Puntos. |

|  | Líder, clasifica a la final (1º Lugar). |

### Tabla general
El equipo que asegura el primer lugar de la cuadrangular que no sea el líder de la clasificación, accederá a una final por el título a visita recíproca (ida y vuelta). Para determinar el conjunto local del último partido, se tomará en cuenta el puntaje obtenido en las dos fases. De no presentarse esta situación, donde si el mismo club es líder de las dos etapas, se coronará campeón automáticamente sin necesidad de lo mencionado anteriormente.
|    | Equipos            |  | PJ | PG | PE | PP | GF | GC | Dif. | Pts. |
| -- | ------------------ |  | -- | -- | -- | -- | -- | -- | ---- | ---- |
| 1. | C.S. Herediano     |  | 28 | 18 | 6  | 4  | 46 | 17 | +29  | 60   |
| 2. | Deportivo Saprissa |  | 28 | 16 | 5  | 7  | 57 | 33 | +24  | 53   |
| 3. | Pérez Zeledón      |  | 28 | 14 | 7  | 7  | 52 | 39 | +11  | 49   |
| 4. | Santos de Guápiles |  | 28 | 12 | 9  | 7  | 49 | 35 | +14  | 45   |

### Evolución de la cuadrangular
| Equipo / Jornada | 01 | 02 | 03 | 04 | 05 | 06 |
| ---------------- | -- | -- | -- | -- | -- | -- |
| Pérez Zeledón    | 1  | 1  | 2  | 1  | 1  | 1  |
| Saprissa         | 2  | 2  | 1  | 2  | 2  | 2  |
| Herediano        | 4  | 4  | 3  | 3  | 3  | 3  |
| Santos           | 3  | 3  | 4  | 4  | 4  | 4  |

### Jornadas
- Los horarios son correspondientes al tiempo de Costa Rica (UTC-6).

#### Primera vuelta
| Pérez Zeledón      | 1 - 0 | C.S. Herediano     | Municipal      | 26 de noviembre | 11:00 |  |
| Santos de Guápiles | 0 - 0 | Deportivo Saprissa | Ebal Rodríguez | 26 de noviembre | 16:00 |  |
| Total de goles: 1  |       |                    |                |                 |       |  |

| Pérez Zeledón     | 1 - 0 | Santos de Guápiles | Municipal       | 3 de diciembre | 16:00 |  |
| C.S. Herediano    | 0 - 1 | Deportivo Saprissa | Rosabal Cordero | 3 de diciembre | 18:00 |  |
| Total de goles: 2 |       |                    |                 |                |       |  |

| Santos de Guápiles | 0 - 2 | C.S. Herediano | Ebal Rodríguez   | 6 de diciembre | 18:30 |  |
| Deportivo Saprissa | 2 - 1 | Pérez Zeledón  | Ricardo Saprissa | 6 de diciembre | 20:30 |  |
| Total de goles: 5  |       |                |                  |                |       |  |

#### Segunda vuelta
| C.S. Herediano    | 2 - 0 | Santos de Guápiles | Rosabal Cordero | 9 de diciembre  | 20:00 |  |
| Pérez Zeledón     | 3 - 2 | Deportivo Saprissa | Municipal       | 10 de diciembre | 17:00 |  |
| Total de goles: 7 |       |                    |                 |                 |       |  |

| Santos de Guápiles | 1 - 1 | Pérez Zeledón  | Ebal Rodríguez   | 13 de diciembre | 18:30 |  |
| Deportivo Saprissa | 1 - 0 | C.S. Herediano | Ricardo Saprissa | 13 de diciembre | 20:30 |  |
| Total de goles: 3  |       |                |                  |                 |       |  |

| C.S. Herediano     | 1 - 2 | Pérez Zeledón      | Rosabal Cordero  | 17 de diciembre | 15:00 |  |
| Deportivo Saprissa | 1 - 2 | Santos de Guápiles | Ricardo Saprissa | 17 de diciembre | 15:00 |  |
| Total de goles: 6  |       |                    |                  |                 |       |  |

## Final

### Herediano - Pérez Zeledón
| 20 de diciembre de 2017, 20:00 — | Pérez Zeledón | 1:0 (1:0) | C.S. Herediano | Estadio Municipal, Pérez Zeledón, San José                 |                                                            |
|                                  | - Venegas 15' | Reporte   |                | Asistencia: 3.025 espectadores Árbitro(s): Ricardo Montero | Asistencia: 3.025 espectadores Árbitro(s): Ricardo Montero |

| 23 de diciembre de 2017, 20:00 — | C.S. Herediano | 0:0     | Pérez Zeledón | Estadio Rosabal Cordero, Heredia                          |                                                           |
|                                  |                | Reporte |               | Asistencia: 6.592 espectadores Árbitro(s): Keylor Herrera | Asistencia: 6.592 espectadores Árbitro(s): Keylor Herrera |

#### Final - Ida
| 26    | POR   | Bryan Segura          |     |
| 23    | DEF   | Mauricio Núñez        |     |
| 3     | DEF   | Porfirio López        |     |
| 21    | DEF   | Keilor Soto           |     |
| 15    | DEF   | César Carrillo        |     |
| 24    | MED   | Luis Carlos Barrantes |     |
| 28    | MED   | Pablo Azcurra         | 89' |
| 33    | MED   | Álvaro Sánchez        | 71' |
| 6     | MED   | Jeikel Venegas        |     |
| 12    | DEL   | Josué Mitchell        |     |
| 29    | DEL   | Lauro Cazal           | 76' |
| D. T. | D. T. | José Giacone          |     |

| 20    | POR   | Daniel Cambronero      |     |
| 26    | DEF   | Leonardo González      |     |
| 21    | DEF   | Pablo Salazar          |     |
| 33    | DEF   | Johnny Acosta          |     |
| 99    | DEF   | Keyner Brown           |     |
| 4     | DEF   | Jhamir Ordain          | 74' |
| 12    | MED   | Randall Azofeifa       |     |
| 5     | MED   | Óscar Esteban Granados |     |
| 10    | MED   | Elías Aguilar          |     |
| 8     | MED   | Allan Cruz             | 57' |
| 77    | DEL   | José Guillermo Ortiz   | 66' |
| D. T. | D. T. | Hernán Medford         |     |

| 16 | Centrocampista | Anthony Mata        | 71' |
| 5  | Defensa        | Dave Myrie          | 76' |
| 7  | Centrocampista | Juan Gabriel Guzmán | 89' |

| 19 | Delantero      | Jairo Arrieta     | 57' |
| 27 | Delantero      | Luis Ángel Landín | 66' |
| 11 | Centrocampista | José Sánchez      | 74' |

| 15' | Jeikel Venegas | 1:0 |

| 33' · 45' · 82' | Keilor Soto Porfirio López Jeikel Venegas |

| 46' · 63' · 74' · 82' | Keyner Brown Daniel Cambronero Jhamir Ordain Óscar Esteban Granados |

| Principal  | Ricardo Montero   |
| Asistentes | Carlos Fernández  |
|            | José Montes       |
| Cuarto     | Adrián Chinchilla |

|                    |     |     |
| Tiros              | 12  | 3   |
| Faltas             | 24  | 16  |
| Saques de esquina  | 5   | 6   |
| Penaltis           | 0   | 0   |
| Fueras de juego    | 4   | 6   |
| Posesión del balón | 52% | 48% |

| Alineación inicial |

| 26    | POR   | Bryan Segura          |     |
| 23    | DEF   | Mauricio Núñez        |     |
| 3     | DEF   | Porfirio López        |     |
| 21    | DEF   | Keilor Soto           |     |
| 15    | DEF   | César Carrillo        |     |
| 24    | MED   | Luis Carlos Barrantes |     |
| 28    | MED   | Pablo Azcurra         | 89' |
| 33    | MED   | Álvaro Sánchez        | 71' |
| 6     | MED   | Jeikel Venegas        |     |
| 12    | DEL   | Josué Mitchell        |     |
| 29    | DEL   | Lauro Cazal           | 76' |
| D. T. | D. T. | José Giacone          |     |

| 20    | POR   | Daniel Cambronero      |     |
| 26    | DEF   | Leonardo González      |     |
| 21    | DEF   | Pablo Salazar          |     |
| 33    | DEF   | Johnny Acosta          |     |
| 99    | DEF   | Keyner Brown           |     |
| 4     | DEF   | Jhamir Ordain          | 74' |
| 12    | MED   | Randall Azofeifa       |     |
| 5     | MED   | Óscar Esteban Granados |     |
| 10    | MED   | Elías Aguilar          |     |
| 8     | MED   | Allan Cruz             | 57' |
| 77    | DEL   | José Guillermo Ortiz   | 66' |
| D. T. | D. T. | Hernán Medford         |     |

| 16 | Centrocampista | Anthony Mata        | 71' |
| 5  | Defensa        | Dave Myrie          | 76' |
| 7  | Centrocampista | Juan Gabriel Guzmán | 89' |

| 19 | Delantero      | Jairo Arrieta     | 57' |
| 27 | Delantero      | Luis Ángel Landín | 66' |
| 11 | Centrocampista | José Sánchez      | 74' |

| 15' | Jeikel Venegas | 1:0 |

| 33' · 45' · 82' | Keilor Soto Porfirio López Jeikel Venegas |

| 46' · 63' · 74' · 82' | Keyner Brown Daniel Cambronero Jhamir Ordain Óscar Esteban Granados |

| Principal  | Ricardo Montero   |
| Asistentes | Carlos Fernández  |
|            | José Montes       |
| Cuarto     | Adrián Chinchilla |

|                    |     |     |
| Tiros              | 12  | 3   |
| Faltas             | 24  | 16  |
| Saques de esquina  | 5   | 6   |
| Penaltis           | 0   | 0   |
| Fueras de juego    | 4   | 6   |
| Posesión del balón | 52% | 48% |

| Alineación inicial |

| 26    | POR   | Bryan Segura          |     |
| 23    | DEF   | Mauricio Núñez        |     |
| 3     | DEF   | Porfirio López        |     |
| 21    | DEF   | Keilor Soto           |     |
| 15    | DEF   | César Carrillo        |     |
| 24    | MED   | Luis Carlos Barrantes |     |
| 28    | MED   | Pablo Azcurra         | 89' |
| 33    | MED   | Álvaro Sánchez        | 71' |
| 6     | MED   | Jeikel Venegas        |     |
| 12    | DEL   | Josué Mitchell        |     |
| 29    | DEL   | Lauro Cazal           | 76' |
| D. T. | D. T. | José Giacone          |     |

| 20    | POR   | Daniel Cambronero      |     |
| 26    | DEF   | Leonardo González      |     |
| 21    | DEF   | Pablo Salazar          |     |
| 33    | DEF   | Johnny Acosta          |     |
| 99    | DEF   | Keyner Brown           |     |
| 4     | DEF   | Jhamir Ordain          | 74' |
| 12    | MED   | Randall Azofeifa       |     |
| 5     | MED   | Óscar Esteban Granados |     |
| 10    | MED   | Elías Aguilar          |     |
| 8     | MED   | Allan Cruz             | 57' |
| 77    | DEL   | José Guillermo Ortiz   | 66' |
| D. T. | D. T. | Hernán Medford         |     |

| 16 | Centrocampista | Anthony Mata        | 71' |
| 5  | Defensa        | Dave Myrie          | 76' |
| 7  | Centrocampista | Juan Gabriel Guzmán | 89' |

| 19 | Delantero      | Jairo Arrieta     | 57' |
| 27 | Delantero      | Luis Ángel Landín | 66' |
| 11 | Centrocampista | José Sánchez      | 74' |

| 15' | Jeikel Venegas | 1:0 |

| 33' · 45' · 82' | Keilor Soto Porfirio López Jeikel Venegas |

| 46' · 63' · 74' · 82' | Keyner Brown Daniel Cambronero Jhamir Ordain Óscar Esteban Granados |

| Principal  | Ricardo Montero   |
| Asistentes | Carlos Fernández  |
|            | José Montes       |
| Cuarto     | Adrián Chinchilla |

|                    |     |     |
| Tiros              | 12  | 3   |
| Faltas             | 24  | 16  |
| Saques de esquina  | 5   | 6   |
| Penaltis           | 0   | 0   |
| Fueras de juego    | 4   | 6   |
| Posesión del balón | 52% | 48% |

| Alineación inicial |

| 26    | POR   | Bryan Segura          |     |
| 23    | DEF   | Mauricio Núñez        |     |
| 3     | DEF   | Porfirio López        |     |
| 21    | DEF   | Keilor Soto           |     |
| 15    | DEF   | César Carrillo        |     |
| 24    | MED   | Luis Carlos Barrantes |     |
| 28    | MED   | Pablo Azcurra         | 89' |
| 33    | MED   | Álvaro Sánchez        | 71' |
| 6     | MED   | Jeikel Venegas        |     |
| 12    | DEL   | Josué Mitchell        |     |
| 29    | DEL   | Lauro Cazal           | 76' |
| D. T. | D. T. | José Giacone          |     |

| 20    | POR   | Daniel Cambronero      |     |
| 26    | DEF   | Leonardo González      |     |
| 21    | DEF   | Pablo Salazar          |     |
| 33    | DEF   | Johnny Acosta          |     |
| 99    | DEF   | Keyner Brown           |     |
| 4     | DEF   | Jhamir Ordain          | 74' |
| 12    | MED   | Randall Azofeifa       |     |
| 5     | MED   | Óscar Esteban Granados |     |
| 10    | MED   | Elías Aguilar          |     |
| 8     | MED   | Allan Cruz             | 57' |
| 77    | DEL   | José Guillermo Ortiz   | 66' |
| D. T. | D. T. | Hernán Medford         |     |

| 16 | Centrocampista | Anthony Mata        | 71' |
| 5  | Defensa        | Dave Myrie          | 76' |
| 7  | Centrocampista | Juan Gabriel Guzmán | 89' |

| 19 | Delantero      | Jairo Arrieta     | 57' |
| 27 | Delantero      | Luis Ángel Landín | 66' |
| 11 | Centrocampista | José Sánchez      | 74' |

| 15' | Jeikel Venegas | 1:0 |

| 33' · 45' · 82' | Keilor Soto Porfirio López Jeikel Venegas |

| 46' · 63' · 74' · 82' | Keyner Brown Daniel Cambronero Jhamir Ordain Óscar Esteban Granados |

| Principal  | Ricardo Montero   |
| Asistentes | Carlos Fernández  |
|            | José Montes       |
| Cuarto     | Adrián Chinchilla |

|                    |     |     |
| Tiros              | 12  | 3   |
| Faltas             | 24  | 16  |
| Saques de esquina  | 5   | 6   |
| Penaltis           | 0   | 0   |
| Fueras de juego    | 4   | 6   |
| Posesión del balón | 52% | 48% |

| Alineación inicial |

#### Final - Vuelta
| 1     | POR   | Leonel Moreira         |     |
| 15    | DEF   | Júnior Díaz            |     |
| 21    | DEF   | Pablo Salazar          |     |
| 99    | DEF   | Keyner Brown           |     |
| 29    | DEF   | Esteban Ramírez        |     |
| 5     | MED   | Óscar Esteban Granados | 77' |
| 10    | MED   | Elías Aguilar          |     |
| 11    | MED   | José Sánchez           | 71' |
| 77    | DEL   | José Guillermo Ortiz   |     |
| 16    | DEL   | Jonathan Hansen        |     |
| 27    | DEL   | Luis Ángel Landín      | 53' |
| D. T. | D. T. | Hernán Medford         |     |

| 26    | POR   | Bryan Segura          |     |
| 23    | DEF   | Mauricio Núñez        |     |
| 21    | DEF   | Keilor Soto           |     |
| 5     | DEF   | Dave Myrie            |     |
| 77    | DEF   | Kevin Sancho          |     |
| 15    | DEF   | César Carrillo        |     |
| 24    | MED   | Luis Carlos Barrantes |     |
| 28    | MED   | Pablo Azcurra         |     |
| 33    | MED   | Álvaro Sánchez        | 88' |
| 6     | MED   | Jeikel Venegas        | 79' |
| 12    | DEL   | Josué Mitchell        | 62' |
| D. T. | D. T. | José Giacone          |     |

| 19 | Delantero      | Jairo Arrieta    | 53' |
| 23 | Delantero      | Víctor Núñez     | 71' |
| 12 | Centrocampista | Randall Azofeifa | 77' |

| 29 | Delantero      | Lauro Cazal    | 62' |
| 25 | Centrocampista | Fernando Monge | 79' |
| 8  | Centrocampista | Fabián Garita  | 88' |

| 14' · 22' · 46' · 53' · 90+5' | Keyner Brown José Guillermo Ortiz Elías Aguilar Óscar Esteban Granados Leonel Moreira |

| 14' · 22' · 37' · 43' · 56' · 90+3' · 90+5' | Josué Mitchell César Carrillo Luis Carlos Barrantes Kevin Sancho Keilor Soto Bryan Segura Lauro Cazal |

| 84' | Jeikel Venegas |

| Principal  | Keylor Herrera     |
| Asistentes | Rafael Andrade     |
|            | Andrés Arrieta     |
| Cuarto     | Cristian Rodríguez |

|                    |     |     |
| Tiros              | 14  | 3   |
| Faltas             | 15  | 20  |
| Saques de esquina  | 2   | 1   |
| Penaltis           | 0   | 0   |
| Fueras de juego    | 4   | 3   |
| Posesión del balón | 60% | 40% |

| Alineación inicial |

| 1     | POR   | Leonel Moreira         |     |
| 15    | DEF   | Júnior Díaz            |     |
| 21    | DEF   | Pablo Salazar          |     |
| 99    | DEF   | Keyner Brown           |     |
| 29    | DEF   | Esteban Ramírez        |     |
| 5     | MED   | Óscar Esteban Granados | 77' |
| 10    | MED   | Elías Aguilar          |     |
| 11    | MED   | José Sánchez           | 71' |
| 77    | DEL   | José Guillermo Ortiz   |     |
| 16    | DEL   | Jonathan Hansen        |     |
| 27    | DEL   | Luis Ángel Landín      | 53' |
| D. T. | D. T. | Hernán Medford         |     |

| 26    | POR   | Bryan Segura          |     |
| 23    | DEF   | Mauricio Núñez        |     |
| 21    | DEF   | Keilor Soto           |     |
| 5     | DEF   | Dave Myrie            |     |
| 77    | DEF   | Kevin Sancho          |     |
| 15    | DEF   | César Carrillo        |     |
| 24    | MED   | Luis Carlos Barrantes |     |
| 28    | MED   | Pablo Azcurra         |     |
| 33    | MED   | Álvaro Sánchez        | 88' |
| 6     | MED   | Jeikel Venegas        | 79' |
| 12    | DEL   | Josué Mitchell        | 62' |
| D. T. | D. T. | José Giacone          |     |

| 19 | Delantero      | Jairo Arrieta    | 53' |
| 23 | Delantero      | Víctor Núñez     | 71' |
| 12 | Centrocampista | Randall Azofeifa | 77' |

| 29 | Delantero      | Lauro Cazal    | 62' |
| 25 | Centrocampista | Fernando Monge | 79' |
| 8  | Centrocampista | Fabián Garita  | 88' |

| 14' · 22' · 46' · 53' · 90+5' | Keyner Brown José Guillermo Ortiz Elías Aguilar Óscar Esteban Granados Leonel Moreira |

| 14' · 22' · 37' · 43' · 56' · 90+3' · 90+5' | Josué Mitchell César Carrillo Luis Carlos Barrantes Kevin Sancho Keilor Soto Bryan Segura Lauro Cazal |

| 84' | Jeikel Venegas |

| Principal  | Keylor Herrera     |
| Asistentes | Rafael Andrade     |
|            | Andrés Arrieta     |
| Cuarto     | Cristian Rodríguez |

|                    |     |     |
| Tiros              | 14  | 3   |
| Faltas             | 15  | 20  |
| Saques de esquina  | 2   | 1   |
| Penaltis           | 0   | 0   |
| Fueras de juego    | 4   | 3   |
| Posesión del balón | 60% | 40% |

| Alineación inicial |

| 1     | POR   | Leonel Moreira         |     |
| 15    | DEF   | Júnior Díaz            |     |
| 21    | DEF   | Pablo Salazar          |     |
| 99    | DEF   | Keyner Brown           |     |
| 29    | DEF   | Esteban Ramírez        |     |
| 5     | MED   | Óscar Esteban Granados | 77' |
| 10    | MED   | Elías Aguilar          |     |
| 11    | MED   | José Sánchez           | 71' |
| 77    | DEL   | José Guillermo Ortiz   |     |
| 16    | DEL   | Jonathan Hansen        |     |
| 27    | DEL   | Luis Ángel Landín      | 53' |
| D. T. | D. T. | Hernán Medford         |     |

| 26    | POR   | Bryan Segura          |     |
| 23    | DEF   | Mauricio Núñez        |     |
| 21    | DEF   | Keilor Soto           |     |
| 5     | DEF   | Dave Myrie            |     |
| 77    | DEF   | Kevin Sancho          |     |
| 15    | DEF   | César Carrillo        |     |
| 24    | MED   | Luis Carlos Barrantes |     |
| 28    | MED   | Pablo Azcurra         |     |
| 33    | MED   | Álvaro Sánchez        | 88' |
| 6     | MED   | Jeikel Venegas        | 79' |
| 12    | DEL   | Josué Mitchell        | 62' |
| D. T. | D. T. | José Giacone          |     |

| 19 | Delantero      | Jairo Arrieta    | 53' |
| 23 | Delantero      | Víctor Núñez     | 71' |
| 12 | Centrocampista | Randall Azofeifa | 77' |

| 29 | Delantero      | Lauro Cazal    | 62' |
| 25 | Centrocampista | Fernando Monge | 79' |
| 8  | Centrocampista | Fabián Garita  | 88' |

| 14' · 22' · 46' · 53' · 90+5' | Keyner Brown José Guillermo Ortiz Elías Aguilar Óscar Esteban Granados Leonel Moreira |

| 14' · 22' · 37' · 43' · 56' · 90+3' · 90+5' | Josué Mitchell César Carrillo Luis Carlos Barrantes Kevin Sancho Keilor Soto Bryan Segura Lauro Cazal |

| 84' | Jeikel Venegas |

| Principal  | Keylor Herrera     |
| Asistentes | Rafael Andrade     |
|            | Andrés Arrieta     |
| Cuarto     | Cristian Rodríguez |

|                    |     |     |
| Tiros              | 14  | 3   |
| Faltas             | 15  | 20  |
| Saques de esquina  | 2   | 1   |
| Penaltis           | 0   | 0   |
| Fueras de juego    | 4   | 3   |
| Posesión del balón | 60% | 40% |

| Alineación inicial |

| 1     | POR   | Leonel Moreira         |     |
| 15    | DEF   | Júnior Díaz            |     |
| 21    | DEF   | Pablo Salazar          |     |
| 99    | DEF   | Keyner Brown           |     |
| 29    | DEF   | Esteban Ramírez        |     |
| 5     | MED   | Óscar Esteban Granados | 77' |
| 10    | MED   | Elías Aguilar          |     |
| 11    | MED   | José Sánchez           | 71' |
| 77    | DEL   | José Guillermo Ortiz   |     |
| 16    | DEL   | Jonathan Hansen        |     |
| 27    | DEL   | Luis Ángel Landín      | 53' |
| D. T. | D. T. | Hernán Medford         |     |

| 26    | POR   | Bryan Segura          |     |
| 23    | DEF   | Mauricio Núñez        |     |
| 21    | DEF   | Keilor Soto           |     |
| 5     | DEF   | Dave Myrie            |     |
| 77    | DEF   | Kevin Sancho          |     |
| 15    | DEF   | César Carrillo        |     |
| 24    | MED   | Luis Carlos Barrantes |     |
| 28    | MED   | Pablo Azcurra         |     |
| 33    | MED   | Álvaro Sánchez        | 88' |
| 6     | MED   | Jeikel Venegas        | 79' |
| 12    | DEL   | Josué Mitchell        | 62' |
| D. T. | D. T. | José Giacone          |     |

| 19 | Delantero      | Jairo Arrieta    | 53' |
| 23 | Delantero      | Víctor Núñez     | 71' |
| 12 | Centrocampista | Randall Azofeifa | 77' |

| 29 | Delantero      | Lauro Cazal    | 62' |
| 25 | Centrocampista | Fernando Monge | 79' |
| 8  | Centrocampista | Fabián Garita  | 88' |

| 14' · 22' · 46' · 53' · 90+5' | Keyner Brown José Guillermo Ortiz Elías Aguilar Óscar Esteban Granados Leonel Moreira |

| 14' · 22' · 37' · 43' · 56' · 90+3' · 90+5' | Josué Mitchell César Carrillo Luis Carlos Barrantes Kevin Sancho Keilor Soto Bryan Segura Lauro Cazal |

| 84' | Jeikel Venegas |

| Principal  | Keylor Herrera     |
| Asistentes | Rafael Andrade     |
|            | Andrés Arrieta     |
| Cuarto     | Cristian Rodríguez |

|                    |     |     |
| Tiros              | 14  | 3   |
| Faltas             | 15  | 20  |
| Saques de esquina  | 2   | 1   |
| Penaltis           | 0   | 0   |
| Fueras de juego    | 4   | 3   |
| Posesión del balón | 60% | 40% |

| Alineación inicial |

|                       |
| Campeón Pérez Zeledón |
| 1.er título           |

## Estadísticas

### Máximos goleadores
Lista con los máximos goleadores de la competencia.
| Pos. | Posición | Jugador              | Equipo             | Goles |
| ---- | -------- | -------------------- | ------------------ | ----- |
| 1.º  |          | Jonathan McDonald    | L.D. Alajuelense   | 15    |
| 2.º  |          | Josué Mitchell       | Pérez Zeledón      | 11    |
| 3.º  |          | Lauro Cazal          | Pérez Zeledón      | 10    |
| 3.º  |          | Randall Azofeifa     | C.S. Herediano     | 10    |
| 5.º  |          | José Guillermo Ortiz | C.S. Herediano     | 9     |
| 5.º  |          | Marvin Angulo        | Deportivo Saprissa | 9     |
| 7.º  |          | Aldo Magaña          | Guadalupe F.C.     | 8     |
| 7.º  |          | Andrey Francis       | Limón F.C.         | 8     |
| 7.º  |          | David Ramírez        | Deportivo Saprissa | 8     |
| 7.º  |          | Keilor Soto          | Pérez Zeledón      | 8     |
| 7.º  |          | Randall Brenes       | C.S. Cartaginés    | 8     |

### Tripletes o más
| Randall Azofeifa                       | C.S. Herediano | Santos de Guápiles | 1 - 4 | 54' (pen.) 67' 77' (pen.) | 27 de septiembre |
| Última actualización: 27 de septiembre |                |                    |       |                           |                  |

## Asistencia y recaudación
| Deportivo Saprissa                                    | 128.443 | ₡ 322.496.050,00 |
| L.D. Alajuelense                                      | 92.828  | ₡ 166.190.000,00 |
| C.S. Herediano                                        | 63.124  | ₡ 182.804.833,00 |
| C.S. Cartaginés                                       | 23.864  | ₡ 34.974.000,00  |
| Municipal Grecia                                      | 22.280  | ₡ 53.644.000,00  |
| Municipal Liberia                                     | 17.095  | ₡ 18.600.000,00  |
| Pérez Zeledón                                         | 15.714  | ₡ 84.443.999,00  |
| Santos de Guápiles                                    | 11.622  | ₡ 28.165.000,00  |
| Guadalupe F.C.                                        | 9.285   | ₡ 11.023.000,00  |
| Universidad de Costa Rica F.C.                        | 9.045   | ₡ 7.268.999,00   |
| A.D. Carmelita                                        | 8.384   | ₡ 5.393.500,00   |
| Limón F.C.                                            | 7.262   | ₡ 29.415.000,00  |
| Última actualización: Al cierre de la final de vuelta |         |                  |